# Connor Metcalfe
Connor Metcalfe (Newcastle, 5 de noviembre de 1999) es un futbolista australiano que juega en la demarcación de centrocampista para el FC St. Pauli de la 1. Bundesliga.

## Selección nacional
Hizo su debut con la selección de Australia el 7 de junio de 2021 en un partido de clasificación para la Copa Mundial de 2022 contra China Taipéi que finalizó con un resultado de 5-1 a favor del combinado australiano tras el gol de Gao Wei-jie para Taiwán, y de Trent Sainsbury, Harry Souttar, Jamie Maclaren y un doblete de Mitchell Duke para Australia.

## Clubes
| Club                    | País      | Año       | Partidos | Goles |
| ----------------------- | --------- | --------- | -------- | ----- |
| Melbourne City FC Youth | Australia | 2017-2019 | 32       | 3     |
| Melbourne City FC       | Australia | 2017-2022 | 84       | 11    |
| FC St. Pauli            | Alemania  | 2022-     | 75       | 6     |

## Palmarés

### Torneos nacionales
| Título        | Club              | País      | Año     |
| ------------- | ----------------- | --------- | ------- |
| A-League      | Melbourne City FC | Australia | 2020-21 |
| 2. Bundesliga | FC St. Pauli      | Alemania  | 2023-24 |